# Stegnogramma burksiorum
Stegnogramma burksiorum är en kärrbräkenväxtart som först beskrevs av J. E. Watkins och Farrar, och fick sitt nu gällande namn av Weakley. Stegnogramma burksiorum ingår i släktet Stegnogramma och familjen Thelypteridaceae. Inga underarter finns listade.